# (34973) 5157 T-2
5157 T-2 (asteroide 34973) é um asteroide da cintura principal. Possui uma excentricidade de 0.05512690 e uma inclinação de 9.27071º.
Este asteroide foi descoberto no dia 25 de setembro de 1973 por Cornelis Johannes van Houten e Ingrid van Houten-Groeneveld e Tom Gehrels em Palomar.